# Georg Carl Amdrup
Georg Carl Amdrup (Copenaghen, 19 novembre 1866 – 15 gennaio 1947) è stato un esploratore danese.

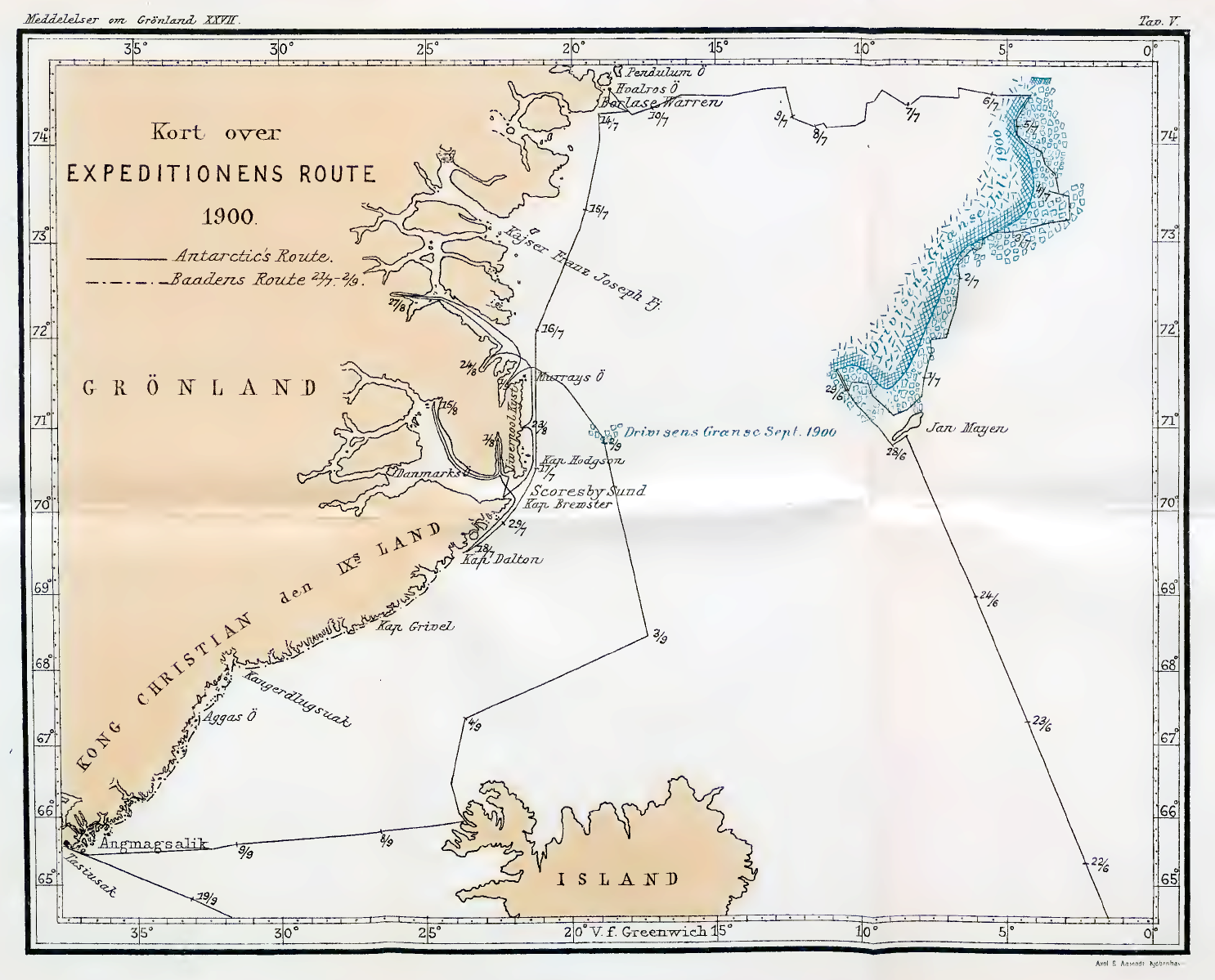
La rotta percorsa dall'imbarcazione Antarctic durante la spedizione in Groenlandia

Figlio di Carl Emil Amdrup (1825–1910) e di sua moglie Jeanette Georgine Ricard (1840–1874) intraprese la carriera militare nella marina danese fino a giungere al grado di viceammiraglio nel 1927.

## Carlsbergfondets Expedition til Øst-Grønland
Dal 1898 al 1900 diresse una spedizione in Groenlandia finanziata ed organizzata dalla Carlsberg Foundation (chiamata Carlsbergfondets Expedition til Øst-Grønland), in quell'epoca non esistevano rilevamenti cartografici di gran parte della costa orientale e la Danimarca temeva che l'iniziativa di altri paesi potesse mettere in pericolo le rivendicazioni sulla Groenlandia. Vi era una lacuna di circa 800 km tra il 66º parallelo nord, a nord di Ammassalik, area raggiunta da Gustav Frederik Holm nella sua spedizione tra il 1883 e il 1885 e Capo Brewster intorno al 70º grado di latitudine nord, in quel tratto di mare il moto dei ghiacci dato dalla corrente della Groenlandia orientale nello Stretto di Danimarca rendeva difficoltoso raggiungere la costa. Diverse imbarcazioni avevano già fallito nel tentativo, nel 1833 l'imbarcazione francese La Lilloise guidata dal capitano Jules de Blosseville (1802–1833) e con 80 uomini di equipaggio era sparita senza lasciare traccia in questo tratto di costa.
Il 16 agosto del 1898 la Godthaab, imbarcazione appartenente alla Den Kongelige Grønlandske Handel, salpò da Copenaghen diretta ad Ammassalik, stazione commerciale danese e unico insediamento sulla costa orientale della Groenlandia. L'obiettivo della spedizione era quello di raggiungere Capo Brewster, e poi navigare lungo la costa, diretti verso sud su una piccola imbarcazione, Amdrup era accompagnato da un botanico, un fisico, un ufficiale di marina ed un meccanico. 
Nell'autunno dello stesso anno venne stabilito il primo di una serie di depositi logistici con i rifornimenti per la navigazione sottocosta, l'inverno 1898-90 trascorse in osservazioni geomagnetiche ed astronomiche e degli usi e costumi della popolazione inuit della Groenlandia orientale. Il 22 febbraio 1 5 membri della spedizione si diressero verso nord a bordo di una piccola imbarcazione, arrivarono fino all'isola di Agga, (67° 22'N), lasciarono un consistente deposito di rifornimenti e fecero ritorno ad Ammassalik. Il 3 settembre tornarono a Copenaghen portando con loro una notevole collezione etnografica.
Il 21 giugno partì la seconda spedizione verso nord-est con l'intento di stabilire altri depositi logistici e di raggiungere possibilmente il fiordo Kangerlussuaq, il viaggio fu lungo e pieno di rallentamenti dovuti alle proibitive condizioni dei ghiacci, furono infine in grado di allestire un deposito nei pressi di Nualik, circa un centinaio di km a sud del fiordo di Kangerlussuaq e oltre 300 km a nord di Ammassalik A Nualik trovarono i resti di un edificio con dentro circa 30 corpi di inuit, dai resoconti di Holm era noto che nel 1882 due imbarcazioni di inuit avevano lasciato Ammassalik dirette verso nord e non se ne avevano più avute notizie. La spedizione di Amdrup fece ritorno ad Ammassalik il 18 agosto e rientrò a Copenaghen il 12 settembre.
La seconda parte della spedizione partì, a bordo della nave Antarctic, da Copenaghen il 14 giugno del 1900, tra i membri vi erano il botanico Nikolaj Hartz, il geologo Otto Nordenskjöld, il tenente Johan Peter Koch e il marinaio Ejnar Mikkelsen che in seguito avrebbero guidato essi stessi altre spedizioni artiche. Gli obiettivi erano tre: sbarcare Amdrup ed un piccolo equipaggio al 69º parallelo o più a nord, esplorare le regioni intorno allo Scoresby Sund, al Davy Sund e al Fiordo di Franz Josef e condurre ricerche scientifiche intorno ad Ammassalik.
La Antarctic incontrò i ghiacci il 29 giugno e dovette dirigersi più a nord raggiungendo la costa in corrispondenza dell'isola di Lille Pendulum, sbarcarono sull'isola Sabine dove raccolsero diversi fossili raggiunsero Capo Dalton (circa 110 km a sud dello Scoresby Sund) dove Amdrup, Mikkelsen e altri due membri dell'equipaggio sbarcarono e costruirono una capanna, la Antarctic proseguì il suo viaggio verso lo Scoresby Sund e la costa a nord del fiordo di Re Oscar.
Amdrup e gli altri si imbarcarono sulla Agga II, una piccola imbarcazione lunga 5,60 metri con 1650 kg di vettovaglie per un viaggio di oltre 700 km fino a Ammassalik lungo una delle coste più pericolose e sconosciute del mondo. Le condizioni dei ghiacci erano favorevoli e riuscirono a tracciare una mappa della costa tra Capo Dalton (69°25 ́N) e l'isola di Agga (67°22 ́N), raggiunsero Ammassalik il 2 settembre.
Negli anni successivi fece una brillante carriera in marina, l'interesse per la Groenlandia rimase, nominato vice ammiraglio, entrò a far parte della commissione Groenlandia, nel 1937 pubblicò il suo diario  Meddelelser om Grønland.